# Блажеевский, Евгений Иванович
Евге́ний Ива́нович Блаже́евский (5 октября 1947, Кировабад — 8 мая 1999, Москва) — советский и российский поэт.

## Биография
Окончил Московский полиграфический институт.
Печатался в журналах «Юность», «Новый мир». Принимал участие во Всесоюзных совещаниях молодых писателей как молодой писатель (70-е гг.) и как руководитель семинара (1996).
В 1984 году увидел свет первый сборник стихов Блажеевского «Тетрадь». Вторая (и последняя) прижизненная книга — «Лицом к погоне» — вышла в 1995 г., через 11 лет.
В последние годы жизни публиковал стихи практически исключительно в журнале «Континент» благодаря содействию редактора журнала Игоря Виноградова, который высоко ценил поэзию Блажеевского. В течение семи лет опубликовал в журнале девять стихотворных циклов.
Одним из первых открыто заговорил о проблеме дедовщины в армии.
Сонет Блажеевского «По дороге в Загорск» (магистрал одноимённого венка сонетов) стал популярным романсом, исполняемым такими авторами, как А. Подболотов, А. Рудниченко, А. Баранов («По дороге в Загорск, понимаешь невольно, что осень…»). Также эту песню исполняла Жанна Бичевская.
Умер в 1999 году. Похоронен на Троекуровском кладбище.
Газета «Московский комсомолец» (№ 86 от 11 мая 1999 года):
Умер Евгений Блажеевский. Поэт, трагический голос которого со временем, безусловно, станет одним из символов русской поэзии конца века. Почти не замеченный критикой, ибо не участвовал в игрищах на ярмарке тщеславия, он, Поэт милостью Божьей, достойно прошел свой крестный путь, творя Красоту и Поэзию из всего, к чему бы ни прикасался. Те, для кого русская поэзия — смысл жизни, знают, кого они потеряли. Иным ещё предстоит открыть для себя этого блистательного лирика…

## Публикации
- Евгений Блажеевский. Лицом к погоне. — М.: Книжный сад, 1994. — Тир. 3000 экз. Архивная копия от 8 марта 2018 на Wayback Machine
- Евгений Блажеевский. Монолог. Стихотворения. — М.: Союз российских писателей. Руководитель проекта Людмила Абаева, сост. Вл. Коробов. — 2005. — 248 с.